# Coppa Italia 2000/2001
Pohárový ročník Coppa Italia 2000/01 byl 54 ročník italského poháru. Soutěž začala 13. srpna 2000 a skončila 13. června 2001. Zúčastnilo se jí celkem 48 klubů.
Obhájce z minulého ročníku byl klub SS Lazio.

## Vítěz
| Coppa Italia 2000/01 ACF Fiorentina (6. titul) |